# Maximilian de Traux
Maximilian (Max) de Traux, (1765. (1766.) – 1817.), pukovnik, vojni pisac i kartograf.

## Djelovanje
Kao pukovnik austrijskih vojnih snaga i zapovjednik vojnih inženjera, 1803. boravio je u Dalmaciji, većinom u Zadru, a radio je na uzdržavanju i poboljšanju gradskih utvrda. Nacrtao je kolorirane planove gradova: Drniša, Herceg-Novog, Hvara, Knina, Korčule, Kotora, Makarske, Osora, Paga, Perasta, Sinja, Supetra, Sv. Stefana, Šibenika, Trogira, Zadra, a objavljeni su u djelu Festungen Dalmatiens und Albaniens nebst verliegenden Inseln, und Beschreibung. Primjerak se nalazi u Narodnoj biblioteci u Beogradu. Od 1808. do 1830. sudjelovao je u izmjeri Dalmacije, Boke kotorske i sjeverne Crne Gore. Objavio je različite putne karte. Prema različitim izvorima izradio je kartu Dalmacije i dubrovačkog područja. Karta obuhvaća područje od polovice otoka Paga i Molata na zapadu, do Boke kotorske na istoku. Naznačene su ceste, godine njihove izgradnje i plovni putovi rijeka. Za veće gradove, uz njemački, dan je i njihov hrvatski (ilirski) naziv.

## Djela
- Festungen Dalmatiens und Albaniens nebst verliegenden Inseln, und Beschreibung. Zadar 1805.
- Dalmatie. 1810.
- Europe. 1818.
- Germany and Italy, 6 sh. 1821.
- General und Post Karte Deutschlands. 1827.
- Carte von Dalmatien und dem Gebieth von Ragusa aus ächten Quellen. Verlage der Kunsthandlungen Artaria et Comp.; 8×(58×43,6) cm, Beč 1829.
- Bouche de Cattaro et du Montenégro. 1830.